# Луца (річка)
Луца — річка в Україні, у Житомирському та Звягельському районах Житомирської області. Права притока Жаборічки (басейн Дніпра).

## Опис
Довжина річки приблизно 2,9 км.

## Розташування
Бере початок на північному заході від Ольшанки . Тече переважно на північний захід і на північному заході від Бубнів впадає у річку Жаборічку, праву притоку Случі.
Поруч з річкою проходить автомобільна дорога Т 0601.